# Thomas van Herentals
Thomas van Herentals, gelatiniseerd Thomas de Herentals of Thomas Herentalius (Herentals?, ca. 1480 - Ieper, 29 december 1530) was een Zuid-Nederlands franciscaan die bij de eersten was om de nieuwe ideeën van Maarten Luther te bestrijden.

## Leven
Thomas was gardiaan van het recollettenklooster te Ieper. Prekend in de Sint-Maartenskerk waarschuwde hij mogelijk al in 1519 tegen de gevaren van Luthers doctrines. Hij spande zich in om de stedelijke jeugd een vroege vorm van catechese bij te brengen. Omtrent 1529 was Thomas lector, wat waarschijnlijk inhield dat hij theologie onderrichtte in zijn klooster.

## Werk
Thomas van Herentals schreef verschillende catechetische werken die tot doel hadden godsdienstige onwetendheid en ketterse misvattingen tegen te gaan. Hij stierf vooraleer hij zijn werk in druk kon brengen. Twee jaar na zijn dood liet Frans Titelmans drie van zijn geschriften verschijnen onder de titel Den speghel des kersten levens (1532). Deze spiegel van het christelijk leven bevatte toelichtingen op het Pater Noster, de Tien Geboden en de Zeven Sacramenten. Samen vormde dit een solide verdediging in de volkstaal van de katholieke geloofsstellingen, aangevallen door wederdopers en protestanten. Het populaire boek kende tot 1569 tien edities (soms onder de titel t'Hantboecxken des kerstelijcke levens). Dankzij Niklaas Zegers verscheen het ook in het Latijn als Christianae vitae speculum (Antwerpen, 1549-50 en Keulen, 1555).